# Morfologija kajkavskog narječja
Morfološke jezične posebnosti kajkavskoga narječja hrvatskoga jezika možemo podijeliti na posebnosti vezane za pojedine deklinacijske obrasce:
ČŠ
(za neživo):
N jd. muškoga roda = A jd. muškoga roda
(za živo):
A jd. muškoga roda = G jd. muškoga roda
BITNO!
K
(za živo i neživo):
A jd. muškoga roda = G jd. muškoga roda
(npr. pojti za muž)

### Ostale morfološke posebnosti
- generalno gubljenje vokativa;
- nema aorista ni imperfekta;
- uz brojeve od 2 do 4 koriste oblike za množinu: dva stoli, tri stoli;

sinkretizam u D, L i I mn.

### Tvorba komparativa
- pitanje elementa /š/ u tvorbi komparativa;
- u kajkavskom narječju svaki komparativ ima u sebi /š/: dalši, dugši, širši;

Može se pojaviti i oblik s /-ejši/ (/-eši/): bogatejši/bogateši, debelejši/debeleši;

### Tvorba futura
- futur 1. se u ishodišnom jeziku tvorio od infinitiva kojemu se dodavao prezent jednoga od pomoćnih glagola (byti, hotĕti, načęty, imĕti): npr. imamƒ hvaliti;
- futur 2. se tvorio od participa kojemu se dodavao trenutni prezent pomoćnoga glagola byti: npr. bǫdǫ hvalilƒ;
- u kajkavskom narječju futur 1. i 2. iskazuju se jednim složenim oblikom po paradigmi futura 2. (buju, bodo, bojo došli) ili prostim oblikom (zutra dojdeju/dojdo);

N jd. srednjega roda
- sve imenice srednjega roda u kajkavskom narječju imaju dočetak /e/: čele, rebre, sele;

(pojava se širi i na pridjeve: male sele te na priloge: pomale, potihe)

### Razlikovanje infinitiva i supina
- u ishodišnom jeziku razlikovanje infinitiva i supina;
- morfološko i funkcionalno razlikovanje:
- morfološko: infinitiv: nastavak -ti; supin: nastavak -tƒ;

funkcionalno: supin se dodavao samo glagolima sa semantikom kretanja;
- danas u štokavskom i čakavskom narječju supin se prestao upotrebljavati (infinitiv ostaje bez opozicije);
- česte apokope;
- u kajkavskom narječju sačuvana je razlika između infinitiva i supina (morfološka i funkcionalna):

nemrem spati // dem spat
1. ↑  Iva Lukežić: Zajednička povijest hrvatskih narječja 1. Fonologija, Hrvatska sveučilišna naklada, Filozofski fakultet u Rijeci, Katedra čakavskoga sabora Grobnišćine, Zagreb - Rijeka - Čavle, 2012.

## Vanjske poveznice
- Arhivirana inačica izvorne stranice od 17. travnja 2012. (Wayback Machine) Morfološke posebnosti kajkavskoga narječja hrvatskoga jezika.